# Hadrumetum
Hadrumetum (ook wel Hadrumete, Hadrumetos, Hadrumentum, Adrymetum, Adrumetum, Adrametus), het huidige Sousse in Tunesië, was een Fenicische havenstad aan de Golf van Hammamet in Noord-Afrika.

## Fenicische handelsstad
Hadrumetum werd in de 9e eeuw v.Chr. gesticht als Fenicische kolonie, mogelijk van Tyrus, en groeide uit tot een welvarende havenstad aan de Middellandse Zee. In de 6e eeuw v. Chr. werd Carthago de belangrijkste macht in de regio: de westelijke Fenicische koloniën en handelsposten werden door Carthago overgenomen en ook vele nieuwe werden door hen gesticht. Behalve het oude Utica werden alle Fenicische nederzettingen gedwongen hun muren af te breken. Verder moesten ze hun leger ontbinden en geld of troepen aan Carthago leveren. Ook Hadrumetum kwam onder Carthaags bestuur, maar dankzij haar centrale ligging en goede verbindingen naar het zuiden bleef het een van de belangrijkste steden in het Carthaagse Rijk. In 310 v.Chr. zou de stad zijn belegerd door Agathocles van Syracuse tijdens de oorlog tussen Carthago en Syracuse.

## Romeinse periode

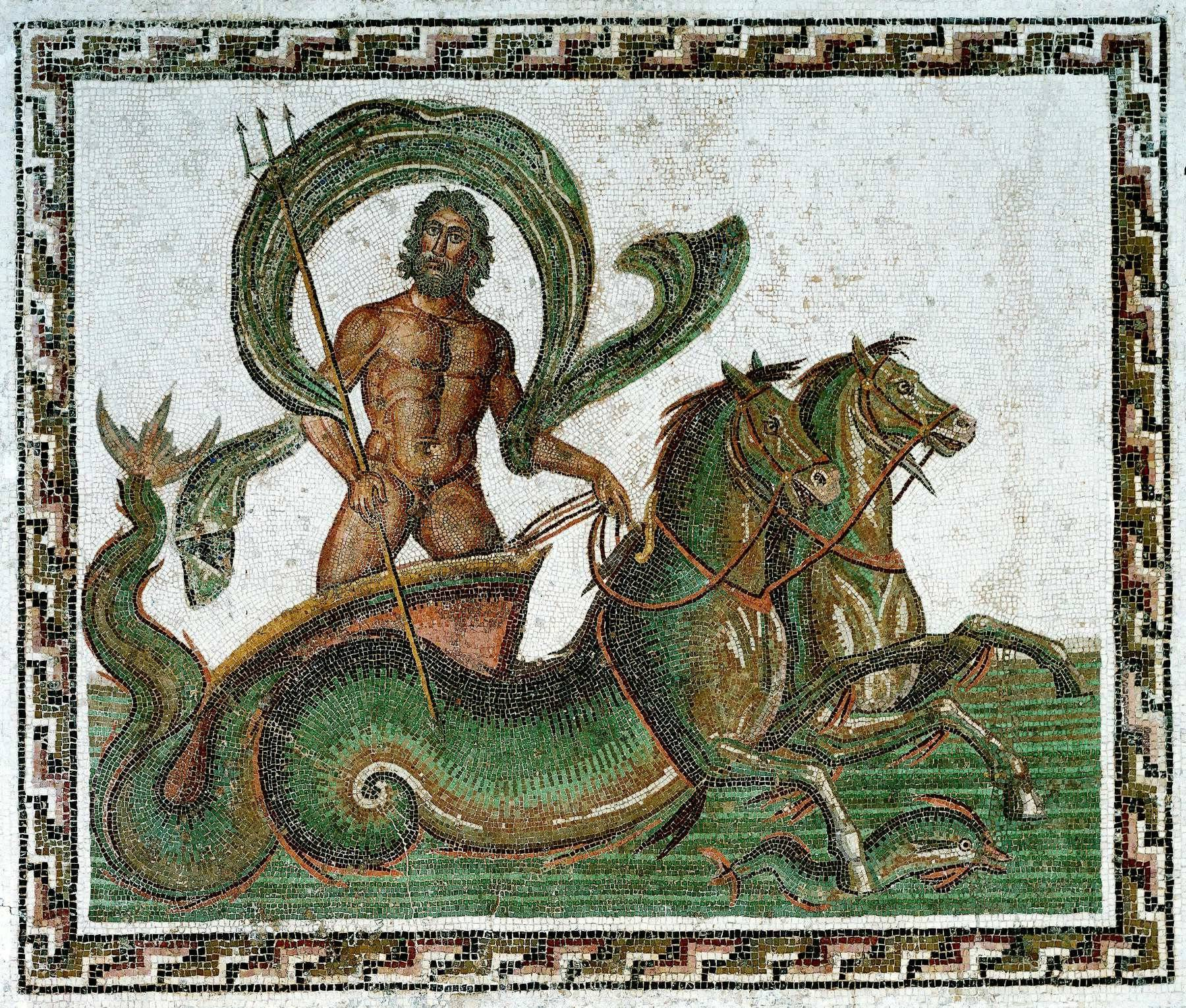
Romeins mozaïek in het Archeologisch Museum van Sousse.

Tijdens de Tweede Punische Oorlog had de uit Italië gearriveerde Hannibal zijn kamp opgeslagen bij Hadrumetum, van waaruit hij de Romeinen onder leiding van Scipio Africanus tegemoet trok. Na de door de Carthagers verloren slag bij Zama Regia vluchtte Hannibal terug naar Hadrumetum. Tijdens de Derde Punische Oorlog was Hadrumetum een van de zeven Punische steden die zich in Rome tegen Carthago verbonden. Na de vernietiging van Carthago door de Romeinen in 146 v.Chr. werd Hadrumetum een Romeinse stad in de nieuw opgerichte provincie Africa. Als civitas libera (vrije stad) behield de stad een grote mate van autonomie.
In de Romeinse burgeroorlog van 49-45 v.Chr. landde Julius Caesar in 47 v.Chr. met zijn leger in Hadrumetum. Hij kon de stad niet innemen en trok verder naar Ruspina, waar hij zijn winterkamp opsloeg.
Tijdens het bewind van Nero werd de latere keizer Vespasianus gouverneur (Legatus pro praetore) van de Romeinse provincie Africa. Hij bestuurde de provincie met eer en rechtvaardigheid, hoewel hij eens bij een opstand in Hadrumetum met knolrapen werd bekogeld. Tijdens de regeringsperiode van keizer Trajanus (98-117) werd Hadrumetum een colonia met de naam Colonia Concordia Ulpia Trajana Augusta Frugifera Hadrumetina. Hierdoor werden de inwoners van Hadrumetum Romeinse burgers. Volgens de (overigens niet zo betrouwbare) Historia Augusta werd de latere Romeinse keizer Clodius Albinus rond 150 in Hadrumetum geboren. Ook Aemilia Clara, de moeder van keizer Didius Julianus, zou hier rond 110 geboren zijn. Onder keizer Diocletianus werd Africa opgedeeld in de provincies Zeugitana, Tripolitana en Byzacena. Hadrumetum werd de hoofdstad van Byzacena.

## Middeleeuwen

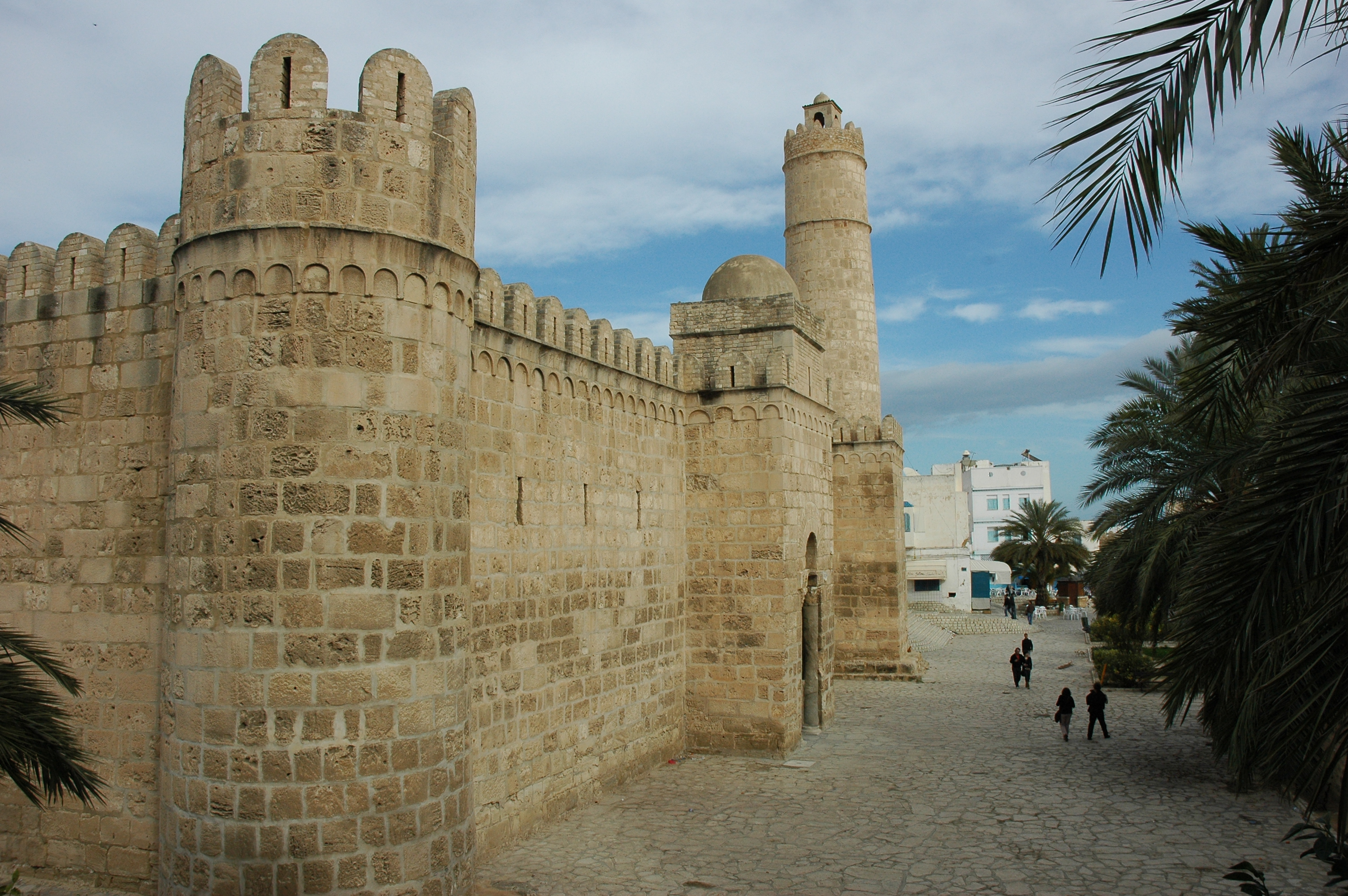
Ribat van Sousse.

In de 5e eeuw kwam Africa in handen van de Vandalen. Onder Justinianus I, keizer van Byzantium, werd in 533 begonnen met de herovering van Africa. Generaal Belisarius landde in Caput Vada, het huidige Ras Kaboudia bij Chebba, tussen Mahdia en Sfax in Tunesië. Van hieruit trok hij via Thapsus, Leptis Parva en Hadrumetum naar Carthago. De eclatante overwinningen in de Slag bij Ad decimum en de Slag bij Tricameron betekenden het einde van het Vandaalse rijk. Africa werd deel van het Byzantijnse Rijk en Hadrumetum werd omgedoopt tot Justinianopolis.
In het midden van de 7e eeuw kwam Justinianopolis in handen van de Arabieren, die de stad Sūsa gingen noemen. De stad werd versterkt en groeide uit tot de belangrijkste havenstad van de Aghlabiden. In 821 werd begonnen met de bouw van het fort (ribat), dat nog steeds bestaat. In 827 begonnen de Arabieren vanuit Sūsa met de verovering van Sicilië en in 902 waren naast Sicilië ook Malta en Sardinië onder controle van de Aghlabiden gebracht.

## Peutingerkaart

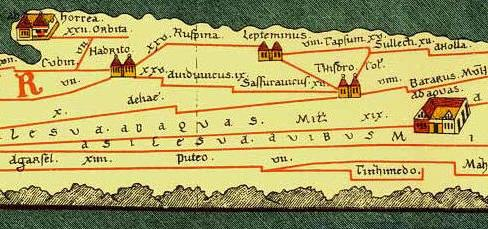
Gedeelte van de Peutingerkaart met bovenin, links onder Ruspina, Hadrumetum, op de kaart als Hadrito geschreven.

De Peutingerkaart (Tabula Peutingeriana) is een 13e-eeuwse kopie van een Romeinse reiskaart van het Romeinse Rijk uit de 3e tot 4e eeuw. Hadrumetum staat als Hadrito vermeld op de Peutingerkaart, links van Ruspina.